# Hede socken, Härjedalen
Hede socken ligger i Härjedalen, ingår sedan 1974 i Härjedalens kommun och motsvarar från 2016 Hede distrikt.
Socknens areal är 1 814,80 kvadratkilometer, varav 1 776,40 land. År 2000 fanns här 1 740 invånare. Tätorten Norr-Hede samt tätorten och kyrkbyn Hede med sockenkyrkan Hede kyrka ligger i socknen.

## Administrativ historik
Socknen bildades omkring 1400 genom utbrytning ur Svegs socken. Ur socknen utbröts senast omkring 1550 Tännäs socken och Vemdalens socken och 1751 Storsjö församling.
Vid kommunreformen 1862 överfördes ansvaret för de kyrkliga frågorna till Hede församling och för de borgerliga frågorna till Hede landskommun. Ur landskommunen utbröts 1895 Storsjö landskommun. Landskommunen utökades 1952 och uppgick 1974 i Härjedalens kommun. Församlingen uppgick 2010 i Hedebygdens församling.
1 januari 2016 inrättades distriktet Hede, med samma omfattning som församlingen hade 1999/2000.
Socknen har tillhört fögderier, tingslag och domsagor enligt vad som beskrivs i artikeln Härjedalen.

## Geografi
Hede socken ligger kring Ljusnan. Socknen är utanför älvdalen en myrrik skogsbygd med fäbodar samt flera lågfjäll där  Sonfjället i sydost når 1 278 meter över havet.
I Hedetrakten finns flera naturreservat: Hede urskog, Brovallvålen, Storåsen, Kilbäcksskiftet, Henvålen och Nyvallens naturreservat. Runt Hede finns många bergstoppar: Husberget, Säterberget och Klockarberget. Nära Hede ligger också Särvfjället.

## Fornlämningar
Man har funnit ungefär 60 boplatser från stenåldern. Det finns också en hällmålning. 25 gravar från järnåldern har hittats i strandlägen, på samma nivå som boplatserna. Ett exempel härpå är Vikarsjön. I området har funnits en fångstkultur, som efterlämnat många spår, bl.a. cirka 200 fångstgropar. Några medeltida ödegårdar finns. Vid Långå finns en skans från 1600-talet. Det finns också blästerugnar samt slagg från lågteknisk järnframställning.
Ett nu överdämt gravfält från vendeltid har funnits på Halvfariudden vid Övre Grundsjön.

## Namnet
Namnet (1397 Hedhe) innehåller hed, 'torr tallbevuxen mark'.

## Befolkningsutveckling
| Befolkningsutvecklingen i Hede socken, Härjedalen 1760–2020 | Befolkningsutvecklingen i Hede socken, Härjedalen 1760–2020 | Befolkningsutvecklingen i Hede socken, Härjedalen 1760–2020 | Befolkningsutvecklingen i Hede socken, Härjedalen 1760–2020 | Befolkningsutvecklingen i Hede socken, Härjedalen 1760–2020 |
| --- | ----------------------------------------------------------- | ----------------------------------------------------------- | ----------------------------------------------------------- | ----------------------------------------------------------- |
| |                                                             |                                                             |                                                             |                                                             |
| År |                                                             |                                                             | Folkmängd                                                   |                                                             |
| 1760 | 1760                                                        |                                                             | 442                                                         |                                                             |
| 1810 | 1810                                                        |                                                             | 461                                                         |                                                             |
| 1820 | 1820                                                        |                                                             | 547                                                         |                                                             |
| 1830 | 1830                                                        |                                                             | 573                                                         |                                                             |
| 1840 | 1840                                                        |                                                             | 753                                                         |                                                             |
| 1850 | 1850                                                        |                                                             | 898                                                         |                                                             |
| 1860 | 1860                                                        |                                                             | 1 019                                                       |                                                             |
| 1870 | 1870                                                        |                                                             | 1 051                                                       |                                                             |
| 1880 | 1880                                                        |                                                             | 1 424                                                       |                                                             |
| 1890 | 1890                                                        |                                                             | 1 522                                                       |                                                             |
| 1900 | 1900                                                        |                                                             | 1 599                                                       |                                                             |
| 1910 | 1910                                                        |                                                             | 1 592                                                       |                                                             |
| 1920 | 1920                                                        |                                                             | 1 714                                                       |                                                             |
| 1930 | 1930                                                        |                                                             | 1 645                                                       |                                                             |
| 1940 | 1940                                                        |                                                             | 1 914                                                       |                                                             |
| 1950 | 1950                                                        |                                                             | 2 048                                                       |                                                             |
| 1960 | 1960                                                        |                                                             | 2 056                                                       |                                                             |
| 1970 | 1970                                                        |                                                             | 1 978                                                       |                                                             |
| 1980 | 1980                                                        |                                                             | 2 112                                                       |                                                             |
| 1990 | 1990                                                        |                                                             | 1 952                                                       |                                                             |
| 2020 | 2020                                                        |                                                             | 1 386                                                       |                                                             |
| Anm: Källor: Umeå universitet - Tabellverket 1749-1859, Demografiska databasen, CEDAR, Umeå universitet, Folkmängden per distrikt, landskap, landsdel eller riket efter kön. År 2015 - 2022. |                                                             |                                                             |                                                             |                                                             |